# Ina (Saitama)
Pour les articles homonymes, voir Ina (homonymie).
Ina (伊奈町, Ina-machi) est un bourg du district de Kita-Adachi situé dans la préfecture de Saitama, au Japon.

## Géographie

### Localisation
Ina est situé dans l'est de la préfecture de Saitama, au nord de la ville de Saitama.

### Municipalités limitrophes
| Okegawa | Hasuda | Hasuda |
| Ageo    | Ina    | Hasuda |
| Ageo    | Ageo   | Hasuda |

### Démographie
Au 1er décembre 2013, la population d'Ina s'élevait à 43 731 habitants répartis sur une superficie de 14,80 km2. Elle était de 45 050 habitants en juin 2024.

## Histoire
le village d'Ina a été créé le 15 juillet 1943 de la fusion des anciens villages de Komuro et Kobari. Ina a été élevé au rang de bourg le 1er novembre 1970.

## Transports
Ina est desservi par le New Shuttle qui relie le bourg à la gare d'Ōmiya.